# 德薩爾曼茲 (路易斯安那州)
德薩爾曼茲（英語：Des Allemands）是位於美國路易斯安那州拉福什堂區和聖查爾斯堂區的一個普查規定居民點。

## 人口
根據2020年美國人口普查的數據，德薩爾曼茲的面積為31.69平方千米，當中陸地面積為25.77平方千米，而水域面積為5.92平方千米。當地共有人口2179人，而人口密度為每平方千米68.76人。